# Casa Joaquim Puig i Grau
La Casa Joaquim Puig i Grau és un edifici situat al carrer del Vent del barri d'Horta de Barcelona, catalogada com a bé cultural d'interès local.

## Història
Aquesta casa és el resultat d'una profunda reforma d'un edifici preexistent el 1899 per Frederic Farreras i Villalonga.

## Descripció
Consta de planta baixa, un pis, golfes i terrat. A la façana principal s'obren tres obertures per nivell seguint els mateixos eixos longitudinals. A la planta baixa, al centre s'obre la porta d'entrada a la casa i als laterals finestres amb reixes de ferro forjat. Les tres obertures estan emmarcades per pilastres: les laterals tenen el capitell corinti i aguanten una llinda llisa, les centrals són més altes i entre elles queda la llinda la qual està decorada, igual que els capitells, amb uns relleus de motius vegetals. Els extrems de la façana està decorat amb unes pilastres que imiten carreus llisos i que continuen en el primer pis però amb forma de punta de diamant. A la planta noble les tres portes estan emmarcades per unes pilastres amb capitell corinti que aguanten una llinda llisa i una cornisa. Un balcó corregut amb barana de ferro forjat ocupa tot aquest nivell; la llosana està aguantada per mènsules i està decorada amb tres grans dentellons al centre. Una cornisa separa aquest nivell de les golfes on les tres finestres rectangulars s'alternen amb esgrafiats. La separació entre finestres i esgrafiats es fa mitjançant unes pilastres acanalades que reposen sobre unes palmetes i tenen mènsules a la part superior les quals aguanten una cornisa. Els esgrafiats combinen motius geomètrics amb formes ondulants d'inspiració natural. La façana queda coronada per una barana de pedra amb pilars decorats a la part superior amb palmetes. Per darrere de la barana es pot veure la torrassa que s'aixeca al centre del terrat i que conté l'escala. Aquesta és de planta quadrangular amb una obertura a cada cara decorada amb un guardapols llis. Corona la torre una cornisa sobre la qual hi ha una barana igual que la que remata la façana. La coberta es plana i del centre sobresurt una petita torre quadrada amb coberta a quatre vessants i un pinacle al vèrtex.
La façana lateral aprofita que la casa amb que fa mitgera només té una planta per fer una tribuna al primer pis que fa de terrassa a la part superior. La tribuna, de forma arrodonida, queda tancada per fusteria i pilars de fosa i està decorada amb vitralls de colors. La barana de la terrassa és de ferro forjat entre pilars i està decorat amb ceràmica vidrada i esgrafiats de garlandes. Aquesta façana està coronada per un frontò semicircular amb uns esgrafiats al centre i pilastres dobles que sobresurten transformant-se en pilars.